# Malmö isstadion
Malmö isstadion är en ishall på Stadionområdet i Malmö. Den ritades av arkitekterna Fritz Jaenecke & Sten Samuelson och invigdes 1968.
Isstadion var Malmö Redhawks hemmaarena i ishockey innan Malmö Arena invigdes 2008. 
Hallen rymmer drygt 5 000 åskådare. På arenan finns flera kiosker, souvenirshop och restaurang med VIP-lokaler.
Arenan stod värd för Eurovision Song Contest 1992.
Intill ligger Baltiska hallen, en inomhushall med ett utseende som liknar isstadions.
I och med IK Panterns avancemang till Hockeyallsvenskan inför säsongen 2015/16 flyttade IK Pantern sin hemmaplan från Kirsebergs ishall till Malmö isstadion.

### Fotnoter
1. ↑  Kent Leijon Jönsson (12 maj 2015). ”Pantern spelar i Isstadion och tränar på Kirseberg” (på svenska). Sydsvenskan. https://www.sydsvenskan.se/2015-05-12/pantern-spelar-i-isstadion-och-tranar-pa-kirseberg. Läst 19 mars 2018.